# Hans Münch
Pour les articles homonymes, voir Münch.
Hans Münch, né à Mulhouse le 9 mars 1893 et mort à Bâle[réf. nécessaire] ou à Binningen, le 7 septembre 1983, est un chef d'orchestre, compositeur, violoncelliste, pianiste, organiste, et professeur de musique suisse d'origine alsacienne.

## Biographie
Né dans une famille de musiciens à Mulhouse, Münch était le fils de l'organiste Eugène Münch (1857-1898) et le neveu de l'organiste et chef de chœur Ernest Münch (1859-1928). Le chef d'orchestre Charles Munch était son cousin. Hans Münch a commencé sa formation musicale avec son père avant de poursuivre des études d'orgue et de théorie de la musique avec Albert Schweitzer. En 1912, il s'est installé à Bâle, où il a été naturalisé suisse. Il a étudié au Conservatoire de Bâle avec Emil Braun (violoncelle), Adolf Hamm (orgue), et Hans Huber (composition).
De 1914 à 1916, Münch était violoncelliste dans l'Orchestre symphonique de Bâle. En 1918, il rejoint le Conservatoire de Bâle (en) où il a enseigné le piano jusqu'en 1932. Il est devenu directeur du conservatoire de 1935 à 1947. Un de ses élèves notables a été Armando Santiago (en).
De 1921 à 1926 Münch a dirigé le Basler Gesangverein à Bâle, après quoi il a dirigé diverses chorales de la ville comme le Basler Liedertafel. De 1935 à 1966, il a dirigé l'Allgemeine Musikgesellschaft à Bâle.
En 1939, il a été fait docteur honoris causa de l'université de Bâle.
Il est mort à Bâle[réf. nécessaire] à l'âge de 90 ans.

## Compositions
Sa production comprend une symphonie (créée en 1951), une Improvisation Symphonique (1971), et un certain nombre de cantates.

## Source de la traduction
- (en) Cet article est partiellement ou en totalité issu de l’article de Wikipédia en anglais intitulé « Hans Münch (conductor) » (voir la liste des auteurs).